# Gerson Torres
Gerson Torres Barrantes (San José, 28 augustus 1997) is een Costa Ricaans voetballer die doorgaans speelt als middenvelder. In januari 2025 verruilde hij Herediano voor Deportivo Saprissa. Torres maakte in 2017 zijn debuut in het Costa Ricaans voetbalelftal.

## Clubcarrière
Torres speelde brak door als professioneel voetballer in dienst van Belén. Na twee seizoenen in het eerste elftal verkaste de middenvelder naar Herediano. Na één seizoen hier werd hij op huurbasis overgenomen door Club América. Bij de Mexicaanse club mocht de Costa Ricaan slechts uitkomen in het bekertoernooi, omdat hij niet goed was ingeschreven voor de competitie. Aan het einde van 2017 verliep de verhuurperiode. Na zijn terugkeer werd de verbintenis van Torres bij Herediano opengebroken en verlengd tot eind 2022. Voorafgaand aan het kalenderjaar 2018 werd Torres voor het gehele jaar verhuurd aan Necaxa. Na een half seizoen keerde de Costa Ricaan terug bij Herediano. Hier speelde hij vervolgens nog vijfenhalf jaar, voor hij in januari 2025 transfervrij verkaste naar Deportivo Saprissa.

## Clubstatistieken
| Seizoen | Club               | Competitie         | Competitie | Competitie | Beker | Beker | Internationaal | Internationaal | Totaal | Totaal |
| Seizoen | Club               | Competitie         | Wed.       | Dlp.       | Wed.  | Dlp.  | Wed.           | Dlp.           | Wed.   | Dlp.   |
| ------- | ------------------ | ------------------ | ---------- | ---------- | ----- | ----- | -------------- | -------------- | ------ | ------ |
| 2014/15 | Belén              | Liga Costarricense | 1          | 0          | 0     | 0     | —              | —              | 1      | 0      |
| 2015/16 | Belén              | Liga Costarricense | 24         | 2          | 0     | 0     | —              | —              | 24     | 2      |
| 2016/17 | Herediano          | Liga Costarricense | 20         | 3          | 0     | 0     | 2              | 0              | 22     | 3      |
| 2016/17 | → Club América     | Liga MX            | 1          | 0          | 2     | 0     | —              | —              | 3      | 0      |
| 2017/18 | → Club América     | Liga MX            | 1          | 0          | 1     | 0     | —              | —              | 2      | 0      |
| 2017/18 | → Necaxa           | Liga MX            | 3          | 0          | 5     | 0     | —              | —              | 8      | 0      |
| 2018/19 | Herediano          | Liga Costarricense | 24         | 0          | 0     | 0     | 1              | 0              | 25     | 0      |
| 2019/20 | Herediano          | Liga Costarricense | 44         | 7          | 0     | 0     | 1              | 0              | 45     | 7      |
| 2020/21 | Herediano          | Liga Costarricense | 41         | 7          | 1     | 0     | —              | —              | 42     | 7      |
| 2021/22 | Herediano          | Liga Costarricense | 46         | 5          | 0     | 0     | —              | —              | 46     | 5      |
| 2022/23 | Herediano          | Liga Costarricense | 36         | 5          | 1     | 0     | 4              | 0              | 41     | 5      |
| 2023/24 | Herediano          | Liga Costarricense | 38         | 4          | 1     | 0     | 12             | 1              | 51     | 5      |
| 2024/25 | Herediano          | Liga Costarricense | 26         | 1          | 1     | 0     | 8              | 0              | 35     | 1      |
| 2024/25 | Deportivo Saprissa | Liga Costarricense | 10         | 1          | 0     | 0     | 2              | 0              | 12     | 1      |
| Totaal  | Totaal             | Totaal             | 315        | 35         | 12    | 0     | 30             | 1              | 357    | 36     |

Bijgewerkt op 22 april 2025.

## Interlandcarrière
Torres maakte zijn debuut in het Costa Ricaans voetbalelftal op 15 januari 2017, toen met 0–3 gewonnen werd van Belize. José Guillermo Ortiz maakte twee doelpunten en door een treffer van Johan Venegas werd de eindstand bereikt. Torres begon aan dit duel als reservespeler en na tweeënzestig minuten liet bondscoach Óscar Antonio Ramírez hem invallen voor Elías Aguilar. De andere debutanten dit duel waren Juan Pablo Vargas (Belén Siglo), Kenner Gutiérrez, José Gutierrez Ortiz (beiden Alajuelense), Jhamir Ordain (Santos Guápiles) en Ulises Segura (Saprissa Tibás).
In november 2022 werd Torres door bondscoach Luis Fernando Suárez opgenomen in de selectie van Costa Rica voor het WK 2022. Tijdens dit WK werd Costa Rica uitgeschakeld in de groepsfase na nederlagen tegen Spanje en Duitsland en een zege op Japan. Torres kwam alleen tegen Japan in actie. Zijn toenmalige clubgenoten Keysher Fuller, Anthony Contreras, Yeltsin Tejeda, Estevan Alvarado en Douglas López (allen eveneens Costa Rica) waren ook actief op het toernooi.
| Interlands van Gerson Torres voor Costa Rica | Interlands van Gerson Torres voor Costa Rica | Interlands van Gerson Torres voor Costa Rica | Interlands van Gerson Torres voor Costa Rica | Interlands van Gerson Torres voor Costa Rica | Interlands van Gerson Torres voor Costa Rica | Interlands van Gerson Torres voor Costa Rica |
| №                                            | Datum                                        | Wedstrijd                                    | Uitslag                                      | Competitie                                   | Goals                                        |                                              |
| Als speler bij Club América                  | Als speler bij Club América                  | Als speler bij Club América                  | Als speler bij Club América                  | Als speler bij Club América                  | Als speler bij Club América                  | Als speler bij Club América                  |
| -------------------------------------------- | -------------------------------------------- | -------------------------------------------- | -------------------------------------------- | -------------------------------------------- | -------------------------------------------- | -------------------------------------------- |
| 1                                            | 15 januari 2017                              | Belize – Costa Rica                          | 0 – 3                                        | Gold Cup 2017                                |                                              |                                              |
| 2                                            | 17 januari 2017                              | Costa Rica – Nicaragua                       | 0 – 0                                        | Gold Cup 2017                                |                                              |                                              |
| Als speler bij Herediano                     |                                              |                                              |                                              |                                              |                                              |                                              |
| 3                                            | 6 juni 2021                                  | Honduras – Costa Rica                        | 2 – 2                                        | Nations League 2019/20                       |                                              |                                              |
| 4                                            | 9 juni 2021                                  | Verenigde Staten – Costa Rica                | 4 – 0                                        | Vriendschappelijk                            |                                              |                                              |
| 5                                            | 16 november 2021                             | Costa Rica – Honduras                        | 2 – 1                                        | WK 2022 kwalificatie                         |                                              |                                              |
| 6                                            | 27 januari 2022                              | Costa Rica – Panama                          | 1 – 0                                        | WK 2022 kwalificatie                         |                                              |                                              |
| 7                                            | 30 januari 2022                              | Mexico – Costa Rica                          | 0 – 0                                        | WK 2022 kwalificatie                         |                                              |                                              |
| 8                                            | 2 februari 2022                              | Jamaica – Costa Rica                         | 0 – 1                                        | WK 2022 kwalificatie                         |                                              |                                              |
| 9                                            | 24 maart 2022                                | Costa Rica – Canada                          | 1 – 0                                        | WK 2022 kwalificatie                         |                                              |                                              |
| 10                                           | 2 juni 2022                                  | Panama – Costa Rica                          | 2 – 0                                        | Nations League 2022/23                       |                                              |                                              |
| 11                                           | 5 juni 2022                                  | Costa Rica – Martinique                      | 2 – 0                                        | Nations League 2022/23                       |                                              |                                              |
| 12                                           | 14 juni 2022                                 | Costa Rica – Nieuw-Zeeland                   | 1 – 0                                        | WK 2022 kwalificatie                         |                                              |                                              |
| 13                                           | 23 september 2022                            | Zuid-Korea – Costa Rica                      | 2 – 2                                        | Vriendschappelijk                            |                                              |                                              |
| 14                                           | 27 november 2022                             | Japan – Costa Rica                           | 0 – 1                                        | WK 2022                                      |                                              |                                              |

Bijgewerkt op 22 april 2025.

## Erelijst
| Liga Costarricense | 3 | 2018/19 Apertura, 2019/20 Apertura, 2021/22 Apertura |